# Alpkörvel
Alpkörvel (Molopospermum peleponnesiacum) är en växtart i släktet alpkörvlar och familjen flockblommiga växter. Den beskrevs av Carl von Linné och fick sitt nu gällande namn av Wilhelm Daniel Joseph Koch.
Alpkörveln anses numera vara den enda arten i sitt släkte. Två underarter erkänns, M. peloponnesiacum subsp. peloponnesiacum och M. peloponnesiacum subsp. bauhini.

## Utbredning
Arten härstammar från Pyrenéerna och Alperna, men odlas även som prydnadsväxt i andra delar av världen, och har som sådan spridits och naturaliserats i Sverige. Den är identifierad som en potentiellt invasiv art.